# 迈克·布卢姆
迈耶·“迈克”·布卢姆（英語：Meyer Bloom，1915年1月14日—1993年6月5日），美国NBA联盟前职业篮球运动员。